# James V. Hansen
James Vear "Jim" Hansen, född 14 augusti 1932 i Salt Lake City, död 14 november 2018, var en amerikansk republikansk politiker. Han var ledamot av USA:s representanthus 1981–2003.
Hansen tjänstgjorde i USA:s flotta 1951–1955 och utexaminerades 1961 från University of Utah. År 1981 efterträdde han K. Gunn McKay som kongressledamot och efterträddes 2003 av Rob Bishop. År 2006 döptes en administrationsbyggnad i Ogden om till James V. Hansen Federal Building.